# Anna Susanna
Anna Susanna (titlul original: în germană Anna Susanna) este un film dramatic est-german, realizat în 1953 de regizorul Richard Nicolas, protagoniști fiind actorii Werner Peters, Harry Hindemith, Peter Marx și Günther Simon. 

## Conținut
În timpul Marii Depresii, Brinkmann, un om de afaceri bogat, decide să-și scufunde nava, Anna Susanna, pentru a fi despăgubit de asigurare. El îi ordonă căpitanului său Kleiers, să deterioreze și să scufunde nava, când se va afla pe mare în drumul de la Hamburg spre Australia, cu o încărcătură prețioasă de aparate optice și de mecanică fină.
Când Kleiers vrea să ducă la îndeplinire instrucțiunile șefului, mai mulți marinari și pasageri au observat ce intenții are și încearcă să-l împiedice. Într-o luptă care urmează, căpitanul este ucis, dar nu înainte de a reuși să aprindă o încărcătură de dinamită care să ducă la naufragiul Annei Susanna. Doar o mână de oameni supraviețuiesc incidentului care după ce se întorc acasă, descoperă că frauda în asigurări a lui Brinkmann a funcționat și el a fost despăgubit. Îl dau în judecată în instanță și reușesc să-l acuze.
Sub presiunea armatorilor influenți, administrația maritimă din Hamburg la care naufragiații intentează un proces, nu crede declarațiile echipajului care a supraviețuit și le solicită probe, dar martorii faptei sunt morți.

## Distribuție
- Günther Simon – Orje
- Peter Marx – Fietje
- Werner Peters – Kuddel
- Harry Hindemith – Emil
- Herbert Richter – căpitanul Kleiers
- Fritz Wagner – Uwe Fram
- Hans Olaf Moser – Wesener
- Alfred Maack – Peer Frensen, confecționerul de pânze
- Arno Paulsen – Jan Brödel
- Klaus Dirks – Lütt Heini
- Werner Pledath – Brinkmann
- Lothar Firmans – van Diemen
- Jürgen Gründling – Jochen-Jürgen
- Aribert Grimmer – tatăl lui Kuddel
- Maly Delschaft – mama lui Kuddel
- Margit Schaumäker – Sophie
- Walter Weinacht – Köhnke, tatăl lui Emil
- Charlotte Küter – Martha Brödel
- Friedel Nowack – dna. Klasen
- Eva Probst – Grit Klasen
- Friedrich Gnaß – tatăl Fietjei
- Anna-Maria Besendahl – mama Fietjei
- Hans-Georg Rudolph – Sörensen
- Gustav Wehrle – președintele Biroului Maritim
- Käte Alving – Fischfrau
- Fritz Bohnstedt – domnul din frizerie
- Guido Goroll – agentul de bursă
- Oskar Höcker – hangiul
- Friedrich Kühne – procuristul Kröger
- Sabine Thalbach – fata din aprozar

## Producție
Filmul a fost filmat în studioul Jofa din Berlin-Johannisthal. Filmările în aer liber au fost făcute pe coasta Balticii și în Rostock.